# Linnaemya lateralis
Linnaemya lateralis là một loài ruồi trong họ Tachinidae.